# Cellulaire afweer

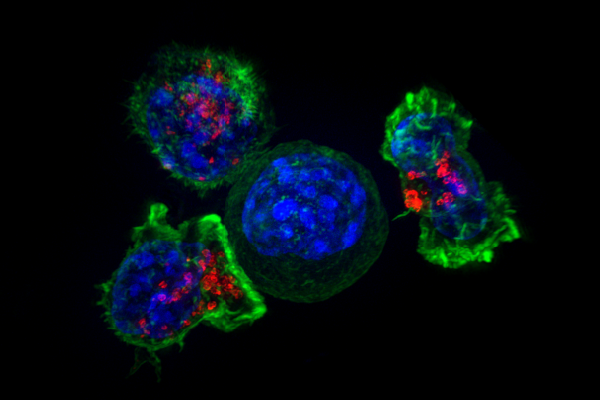
Cytotoxische T-cellen omringen een kankercel. De T-cellen vormen een belangrijke component van de cellulaire afweer.

De cellulaire afweer (Engels: cell-mediated immunity) is het deel van het immuunsysteem dat verzorgd wordt door effectorcellen, zoals T-lymfocyten en fagocyten. Fagocyten zijn cellen van het aangeboren immuunsysteem, die lichaamsvreemde deeltjes in zich opnemen en afbreken. Dit vormt de eerste lijn van de cellulaire afweer. Voorts zijn er cytotoxische T-cellen en verschillende typen helper-T-cellen, die het verworven deel van de cellulaire afweer vormen. Soms wordt de term 'cellulaire afweer' voorbehouden aan puur de T-cellen.
De cellulaire afweer wordt vooral ingezet tegen virussen (en andere pathogenen die zich binnen lichaamscellen vermenigvuldigen) en tegen kankercellen. Lymfocyten kunnen deze geïnfecteerde of vreemde lichaamscellen herkennen door antigenen die via MHC-eiwitten op het oppervlak aanwezig zijn. De duur en omvang van de cellulaire immuunrespons wordt op diverse manieren gereguleerd, onder andere door regulatoire T-cellen.
De cellulaire afweer wordt vaak tegengesteld met de humorale afweer, dat verzorgd wordt door antilichamen, complement-eiwitten en andere moleculen in de extracellulaire weefselvloeistoffen. De cellulaire en humorale afweer zijn echter sterk met elkaar verweven.